# Tony Trujillo
Pour les articles homonymes, voir Trujillo.
Tony Trujillo est un skateur né à Santa Rosa en Californie (USA) le 23 août 1982. 
En 2006, il est élu « Skater Of the Year » par le magazine Thrasher[réf. nécessaire]. C'est un bowlrider. Il est sponsorisé par les marques Vans et AntiHero.